# Síndrome de Wernicke-Korsakov
La síndrome de Wernicke-Korsakov és una alteració neurològica causada per la falta de vitamina B₁, també coneguda amb el nom de tiamina. L'encefalopatia de Wernicke i la psicosi de Korsakov són, respectivament, la fase aguda i crònica de la malaltia. L'encefalopatia de Wernicke és una alteració neurològica aguda i reversible. En el cas que no es reverteixi a temps apareix la fase crònica de la síndrome, la psicosi de Korsakov.
La tiamina forma part de les vitamines hidrosolubles que participen en moltes de les reaccions químiques de l'organisme. La tiamina ajuda a les cèl·lules de l'organisme a transformar hidrats de carboni en energia. Així doncs, un cop transformats poden donar energia al cos i, sobretot, al cervell i sistema nerviós.

## Història
L'encefalopatia de Wernicke va ser descrita per Carl Wernicke l'any 1881. Més tard, l'any 1887, Serguéi Korsakoff va donar a conèixer la síndrome de Korsakoff, la qual tendeix a aparèixer quan els símptomes de l'encefalopatia comencen a minvar. Així doncs, generalment són considerades dues fases de la mateixa malaltia neurològica.

## Epidemiologia
La incidència de la síndrome de Wernicke-Korsakov és major en homes, duplicant a les dones, i en edats compreses entre 30 i 70 anys. La seva prevalença en pacients alcohòlics és d'entre el 12,5% fins a 59%. Tot i així, aquesta es considera infraestimada.

## Fisiopatologia

Vitamina B₁ (tiamina).

Les regions més afectades en aquesta patologia són el cerebel, l'hipotàlem i el còrtex cerebral.
La tiamina participa en el metabolisme dels hidrats de carboni. Concretament, la tiamina actua com a cofactor d'enzims com la transcetolasa, clau en el metabolisme energètic, i altres relacionats amb els lípids i proteïnes, i està implicada en processos imprescindibles per un bon funcionament del sistema nerviós. Per exemple, participa en la producció de mielina i en la síntesi de neurotransmissors. Es troba present en molts aliments, com l'arròs, carn o llegums; per això, una dieta inadequada pot comportar un dèficit que provoca la patologia. Això provoca una disminució de l'activitat dels enzims esmentats i, en conseqüència, el metabolisme disminueix i es produeix un estrès oxidatiu que comporta la necrosi neuronal i lesions estructurals importants.

Tàlem, regió afectada en la síndrome de Wernicke-Korsakov
Cerebel, regió afectada en la síndrome de Wernicke-Korsakov

## Signes i símptomes
Els símptomes que es presenten són:
- Atàxia: en bipedestació i en la marxa. Es presenta en forma de marxa lenta i inestable i pot evolucionar fins a incapacitat per assentar-se o marxa sense ajuda externa.
- Alteracions mentals: Desorientació, apatia, falta de concentració, falta d'atenció, al·lucinacions... En els casos més greus estupor o coma.
- Canvis en la visió: Incidència d'entre el 29% i el 96%. Es pot presentar amb nistagme, diplopia o estrabisme intern, entre d'altres.
- Pèrdua de memòria i incapacitat de formar nous records
- Debilitat general
- Atròfia muscular
- Hipotensió arterial
- Taquicàrdia
- Desnutrició

Tot i la diversitat de simptomatologia, els símptomes més habituals són confusió o alteració de consciència, atàxia i paràlisi oculomotora. Només un 20% dels casos presenten altres símptomes sense incloure els tres esmentats.
La simptomatologia que presenta és molt similar a la d'altres afeccions, com per exemple el beri-beri o el síndrome de Leigh.

## Diagnòstic
El diagnòstic es basa en la simptomatologia que presenta el pacient. Els símptomes es poden presentar simultàniament o no. Generalment, l'atàxia és la primera alteració que apareix en aquests casos. Tot i així, hi ha casos que no arriben a ser diagnosticats. Per aquest motiu, l'any 1997, Caine et al. van presentar nous criteris per millorar el diagnòstic de l'encefalopatia de Wernick, especialment en pacients alcohòlics i de risc, i en conseqüència evitar l'aparició de la síndrome de Korsakov. Dels criteris presentats, es considera que se n'han de detectar com a mínim dos per establir el diagnòstic.
- Anomalies oculars
- Dèficits en la dieta
- Alteració de l'estat mental, o lleu trastorn de la memòria
- Disfunció cerebel·losa

No hi ha cap prova de laboratori que permeti obtenir el diagnòstic de manera inequívoca. Existeix la possibilitat d'avaluar l'activitat de l'enzim transcetolasa en hematies per tal d'observar el dèficit de tiamina. Tot i així, és una prova que no s'utilitza en el procés de diagnosi, ja que és un procediment complexe i no s'ha demostrat la seva sensibilitat i especificitat.
Referent a les proves d'imatge, la tomografia axial computeritzada (TAC) permet establir un diagnòstic diferencial amb altres patologies neurològiques. La ressonància magnètica es considera la prova d'imatge més adient per tal de confirmar el diagnòstic, juntament amb la clínica que presenta la persona, amb una sensibilitat del 53% i una especificitat alta, del 93%. També és una prova utilitzada en el seguiment dels pacients ja diagnosticats. Tot i així, el tractament dels símptomes es pot iniciar sense necessitat d'esperar a tenir la prova d'imatge per confirmar el diagnòstic.

## Tractament
Un cop diagnosticada la malaltia cal iniciar el tractament el més aviat possible per evitar l'evolució de la malaltia i les possibles complicacions. El tractament principal consisteix en l'administració de tiamina per solucionar el dèficit d'aquesta. Tot i així, no hi ha estudis que demostrin quina és la dosi més adequada ni tampoc la seva via d'administració.
En alguns casos cal hospitalització i el control dels símptomes que han aparegut o poden aparèixer. La Federació Europea de Societats de Neurologia recomana l'administració tres cops al dia de 200 mg de tiamina diluïda en 100cc de sèrum fisiològic. A més a més, cal corregir i adequar la dieta.